# Hôtel de Mortemart
L’hôtel de Mortemart est un hôtel particulier situé au no 27 rue Saint-Guillaume, dans le 7e arrondissement de Paris. Il est, depuis la fin du XIXe siècle, le siège de l'Institut d'études politiques de Paris. Il s'agit d'un hôtel Grand Siècle.

## Histoire

### Terrain (IXesiècle - 1663)
Le terrain correspondant au n°27 appartient à l'abbaye de Saint-Germain-des-Prés à partir du Moyen Âge. Il est vendu à la famille de Jean-Pierre de Mesmes au XVIe siècle et demeure entre les mains de la famille jusqu'en 1643. Ses difficultés financières l'obligent à vendre le terrain à son créancier, Jean du Cornet. Il vend le terrain le 21 janvier 1661 à François de Matignon pour 9 000 livres. 

### Propriété de la famille de Mortemart (1663-1683)
François de Matignon vend à son tour le terrain à Gabriel de Rochechouart de Mortemart, pair de France, proche de Louis XIII et père de madame de Montespan, en 1663. Il se situe alors dans une rue appelée rue des Rosiers. Il est attenant à une propriété du maréchal Charles de La Porte, l'hôtel de La Meilleraye. 
L'architecte Jean Marot est engagé pour décider de l'architecture du bâtiment et crée les plans de l'hôtel. La construction est lancée en juillet 1663 et coûte 73 000 livres. L'hôtel de Mortemart devient habitable vers 1665. Pierre Rain remarque que l'hôtel était, eu égard aux hautes fonctions de son propriétaire, alors gouverneur de Paris, « de proportions relativement modestes ». La façade qui donne sur la cour intérieure de l'hôtel ne dispose que de cinq fenêtres. L'aile droite du bâtiment sert alors d'écuries pouvant accueillir dix chevaux. Le bâtiment dispose toutefois déjà d'un escalier monumental intérieur, qui donne sur le premier étage. Au milieu du jardin était aussi situé un bassin avec un jet d'eau, ajout luxueux que le duc de Mortemart réussit à obtenir grâce à ses bonnes relations avec les échevins de Paris. 
La fille du duc de Mortemart, Madame de Montespan, séjourne fréquemment dans l'hôtel particulier. Michel Lambert et Jean-Baptiste Lully sont probablement venus à l'hôtel. Gabriel de Rochechouart loge son enfant dans un autre hôtel particulier, au 14 rue Saint-Guillaume, construit vingt ans auparavant par Marot, et dont Pierre de la Laure s'était chargé de superviser la construction,. Gabriel de Rochechouart vit au 27 rue Saint-Guillaume jusqu'à sa mort, en 1675. 
Mourant endetté, son frère Louis de Rochechouart est contraint de régler le reste à payer du terrain acheté par Gabriel. Élisabeth-Angélique de Montmorency-Bouteville loue l'hôtel de 1681 jusqu'en 1683. 

### Propriété de la famille de Ragareu (1683-1788)
L'hôtel est saisi et revendu aux enchères à Pierre de Ragareu, conseiller du roi de France. Il cesse de s'appeler officiellement « hôtel de Mortemart ». Il est flanqué, sur l'arrière, de l'hôtel de La Meilleraye, rue des Saints-Pères. Plusieurs peintures de Jean-Honoré Fragonard sont exposées dans l'hôtel au XVIIIe siècle avant d'être revendues. Lorsque Ragareu meurt en 1709, l'hôtel est transmis à une de ses trois filles, Marie-Anne de Ragareu, puis à la sœur de cette dernière lorsqu'elle meurt quelques mois plus tard, mariée au fils de Nicolas-Joseph Foucault.
Impécunieux, la famille loue un étage de l'hôtel au fils de Jean-Baptiste de Montesson de 1752 à 1770. L'hôtel est alors loué à Antoine de Quélen jusqu'en 1772. En 1775, l'hôtel passe à une branche cousine, la famille de Labriffe. 

### Reventes successives (1788-1879)
L'hôtel est revendu en 1788 à la famille du marquis de Lambert pour 160 000 francs. Le marquis émigre à la Révolution française et sa femme divorce de lui afin que l'hôtel de Mortemart ne soit pas saisi. Il est revendu à sa mort, en 1805, pour 120 000 francs à Claude-Gabrielle de Pertuis et son fils Léonor-Anne-Gabriel de Pracomtal. Ils le revendent au bout de quatre ans pour 115 000 francs à Alphonse-Hubert de Latier de Bayane.
Lorsque ce dernier meurt, c'est sa nièce, Catherine de Rochefort d'Ally, qui devient propriétaire de l'hôtel. N'occupant que le rez-de-chaussée, elle loue le premier étage à Charles Adolphe Wurtz, qui y demeure jusqu'en 1882. De Rochefort d'Ally conserve la propriété de l'hôtel jusqu'en 1868, date de sa mort. Elle lègue alors l'hôtel à William O'Kerrins. La famille cherche à vendre l'hôtel pour 390 000 francs en 1877, mais ne trouvant d'acheteur, le divise en plusieurs appartements et les loue.  

### Campus de Sciences Po (depuis 1879)
En 1879, l'École libre des sciences politiques fondée par Émile Boutmy rachète l'hôtel de Mortemart, pour 380 000 francs, (soit 410 000 francs tous frais compris,), aux O'Kerrins. L'achat peut avoir lieu grâce à la généreuse donation d'un million de francs (4M€ de 2022) de Maria Brignole Sale De Ferrari, duchesse de Galliera. Il est ordonné par Édouard André, président du conseil d'administration de l'établissement. L'école ne peut emménager immédiatement, notamment car elle doit respecter les baux des anciens locataires. 
Des travaux sont réalisés à partir de 1882. Hippolyte Taine conseille Boutmy sur l'aménagement du bâtiment à privilégier. Si Pierre Rain rapporte que les travaux furent réalisés « sans trop grands frais », Georges Pillement remarque que l'hôtel a été « complètement transformé ». Ce qui était jadis des grands salons sont aménagés afin d'accueillir, au rez-de-chaussée, ce qui est aujourd'hui la bibliothèque René Rémond, et, à l'étage, des salles de classe. Le sous-sol du 27, qui était jadis une cuisine et une soute à charbon, est aménagé.
Le bâtiment est prêt à partir de 1882. Les bureaux de l'administration sont installés au premier étage, et à l'étage supérieur, des appartements privés dédiés au directeur de l'école. En 1886, Sciences Po acquiert l'hôtel d'Eaubonne, situé au 25 rue Saint-Guillaume, adjacent au 27 ; une communication est créée entre les deux hôtels. 
Des travaux importants ont lieu à la fin des années 1930. Le n°29 adjacent, hôtel du Lau d'Allemans, avait été acheté en 1912 pour 424 000 francs, sans que des travaux ne soient réalisés du fait de la Première Guerre mondiale. Le directeur, Eugène d'Eichthal, décide au début des années 1930 de faire aménager l'hôtel. Il y fait construire un bâtiment moderne donnant sur le jardin, qui accueille les amphithéâtres. L'hôtel de Mortemart est alors relié à l'hôtel du Lau d'Allemans par des couloirs permettant de passer du « Grand hall », appartenant à l'hôtel du Lau d'Allemans, au « Petit hall », qui jouxte la bibliothèque et qui était jadis l'entrée du n°27. 
Lors de la transformation de l’École libre des sciences politiques en Institut d'études politiques de Paris, la propriété des deux hôtels est transférée à la Fondation nationale des sciences politiques, qui chapeaute l'institut parisien.
En 1948, la façade de l'hôtel est reconstruite dans un style classique par Henri Martin. Il redessine les grilles d'entrée de l'hôtel. Il avait déjà créé les grands amphithéâtres de l'hôtel dans les années 1930. Les n°25, 27 et 29 de la rue Saint-Guillaume voient leur entrée unifiée sur un emplacement qui correspond à l'entrée de l'hôtel du Lau d'Allemans, dans l'axe du « Grand hall ».
Aujourd'hui, l'hôtel de Mortemart abrite la direction de l'IEP et de la Fondation nationale des sciences politiques, ainsi que des salles de cours et des amphithéâtres, dont l'amphithéâtre Boutmy. Cette implantation a cimenté la présence de Sciences Po dans le quartier de Saint-Germain-des-Prés. Le sous-sol de l'hôtel est en partie occupé par 7 km de rayonnages de la bibliothèque de Sciences Po, qui y stocke une partie de ses inventaires.